# Raúl de Tomás
Artikeln följer den spanska namnseden; faderns efternamn är de Tomás och moderns efternamn Gómez.
Raúl de Tomás Gómez, född 17 oktober 1994, är en spansk fotbollsspelare som spelar för Rayo Vallecano.

## Karriär
Den 3 juli 2019 värvades de Tomás av Benfica, där han skrev på ett femårskontrakt. Den 9 januari 2020 värvades de Tomás av Espanyol, där han skrev på ett kontrakt fram till sommaren 2026.